# Артемій Антіохійський
Святий Артемій Антіохійський, також Святий Артем (лат. Flavius Artemius; гр.: Ἀρτέμιος; пом. 362), також знаний як Shallita, пишеться Shalita чи Chalita (Classical Syriac: ܫܠܝܛܐ, romanized: Shalliṭā) — ранньохристиянський єгипетський святий та великомученик, воїн, римський префект Єгипту (dux Aegypti) за часів християнського імператора Костянтина Великого. Обезголовлений в Антіохії в 362(3) році.
Канонізований Католицькою та Православною церквами під іменами Артемія Антіохійського, святого Шаліти Антіохійського та святого мученика Шаліти.
Про Артемія повідомляють римський історик Амміан Марцеллін та Філосторгій.

## Життєпис
Цей славний святий був єгиптянином за походженням і полководцем при імператорі Костянтині Великому (перший християнський Імператор, що зробив християнство державною релігією Риму). Коли переможний Хрест, оточений зірками, з'явився імператору Костянтину, Артемій також побачив той Хрест, увірував у Господа Христа і охрестився. Хоча існують дані що він був прихильником аріян та брав участь у боротьбі проти їх супротивників.
Житіє Артемія Антиохійського VIII ст. передає, посилаючись на римського історика Євсевія, що за правління імператора Костянтина був посланий 356 року до Греції здобути мощі св. Тимофія з Ефесу, ап. Андрія з Патр та ап. Луки з Фів, і доставити їх до Константинополя. За виконання був призначений dux Aegypti — августатом і імператорським префектом в Єгипті та «помітним учасником найвищих справ».
У 361 році н.е. Костянтина змінив його двоюрідний брат Юліан Відступника, який, ставши імператором, порвав зі своїм християнським вихованням і прийняв традиційний римський язичницький пантеїзм. Невдовзі після цього Артемій помер за не зовсім з’ясованих обставин. Житіє Артемія покладає його смерть від рук Юліана в Антіохії, тому що, будучи викликаним Юліаном з Александрії, він підтримав Євгенія та Макарія, двох християнських священиків з Антіохії, проти тортур, яким їх піддав Юліан. Крім того, Юліан звинувачує Артемія у вбивстві зведеного брата Юліана, Галла. Незважаючи на заперечення Артемія, імператор Юліан піддає Артемія різними способами тортур, закликаючи зректися християнства, і врешті йому відрубали голову. Відповідно до Chronicon Paschale, Артемій помирає в Олександрії. Амміан описує смерть Артемія як таку, що сталася після того, як Артемій більше не є dux Aegypti, коли його страчують за злочини, які він звинувачував у скоєнні проти народу Олександрії. Сам Юліан наводить подібну причину. Хоча Амміан не вказує місце смерті Артемія, його формулювання вказує на те, що це було не в Олександрії таким чином, можливо, посилюючи твердження, що це справді було в Антіохії. 
Пам'ять — в Православній церкві здійснюється шестеричным богослуженінням 20 жовтня (2 листопада), в Католицькій Церкві — 20 жовтня. Його культовим місцем була церква Іоанна Предтечі у Константинополі. Святого Артемія закликають хворі на грижу.

## Агіографія

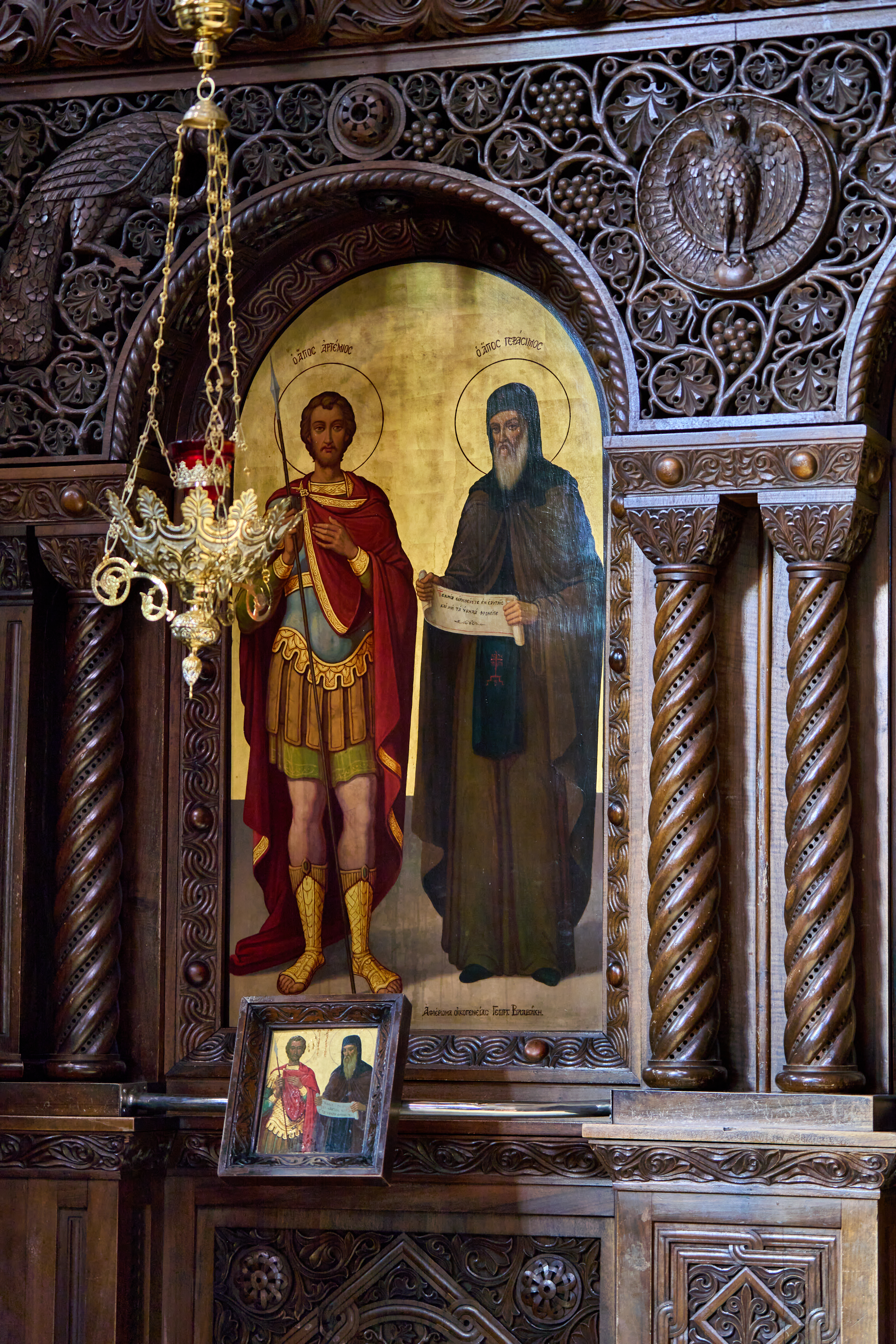
Святі Артемій та Герасім

Артемій вважається мучеником і святим у Католицькій, Православній церкві. Його визнання мучеником засноване на традиції, знайденій у християнських джерелах, про те, що він був катований і страчений імператором Юліаном-відступником за те, що він виступав від імені християнства проти імператора, і його небажання зректися свого християнства, незважаючи на обіцянки Юліана дозволити йому жити і відновити його в повноваженнях.
Його канонізація базується на анонімній збірці 45 Чудес Артемія Антиохійського кінця VII століття, які йому приписують. Як описано в збірці, святий Артемій спеціалізується на чудесах, пов’язаних із медициною та зціленням, зокрема, з грижами, захворюваннями яєчок і статевих органів у чоловіків. Одне чудо, пов'язане з зціленням жінки, приписується святому Артемію через те, що він послав святу Февронію, яка займає паралельне місце щодо жінок.

## Дивись також
- Житіє Артемія Антиохійського[ru], Чудаса Артемія Антиохійського[ru] — анонімні византийскі тексти VII ст. про події, повязані з культом Артемія Антиохійського.
- Chronicon Paschale (Великодня хроніка)
- Державна церква Римської імперії
- Четьї Мінеї (Житія святих)  авторства Димитрія (Туптала) митрополита Ростовського
- Житие святого великомученика Артемия Антиохийского († 362)